# 托特·盖佐
托特·盖佐（匈牙利語：Tóth Géza，1932年1月25日—2011年10月4日），匈牙利男子举重运动员。他曾代表匈牙利参加1960年、1964年和1968年夏季奥林匹克运动会举重比赛，获得一枚银牌。